# Ettore Bonora
Ettore Bonora, nato Ettore Levi (Mantova, 1915 – Milano, 5 aprile 1998), è stato un critico letterario, storico della letteratura e italianista italiano.
Prese il cognome della madre per sfuggire alle persecuzioni razziali.

## Biografia
Studiò all'Università di Pisa e alla Scuola Normale Superiore, dove fu allievo di Luigi Russo, Giorgio Pasquali, Guido Calogero. In un corso di perfezionamento dopo la laurea a Parigi fu uditore di Paul Valéry e Paul Hazard, dedicandosi negli anni giovanili anche alla letteratura francese (Beaumarchais, Mallarmé, Camus). Tradusse I pensieri di Alain, ovvero Émile-Auguste Chartier (prefazione di Arnaldo Di Benedetto). Insegnò Lingua e Letteratura Italiana all'Università degli Studi di Torino dal 1959.
Sorretto da un robusto storicismo, utilizzò la critica stilistica nell'interpretazione di numerosi autori. Studiò in particolare il Cinquecento letterario, Ludovico Ariosto e Torquato Tasso. Curò con Mario Chiesa gli Atti del Convegno Cultura letteraria e tradizione popolare in Teofilo Folengo. Svolse approfondite ricerche sul settecento minore (Carlo Gozzi, Gasparo Gozzi, Giuseppe Baretti, Giacomo Casanova, Luigi Angiolini). Dedicò la sua attenzione a Giuseppe Parini e Alessandro Manzoni, uno degli autori prediletti. Fu anche studioso di poesia dialettale. Apprezzabili inoltre le fini letture dantesche.
Fu uno dei primi critici a dare un'interpretazione completa di opere quali Ossi di seppia, Le occasioni e La bufera e altro di Montale. Notevoli  poi i contributi di storia della critica (Francesco De Sanctis, Alessandro D'Ancona, Benedetto Croce, Luigi Foscolo Benedetto, Luigi Russo, Albert Thibaudet, Mario Fubini, Natalino Sapegno, Umberto Bosco, Giorgio Petrocchi, Hans Robert Jauss). Per le scuole fu autore con Mario Fubini della Antologia della critica letteraria (in 4 voll., Torino, Petrini, 1952-1960), di Arte e vita (antologia per Milano, Principato, 1954, con ed. successive), di Il suggello (antologia per la scuola media, ancora per Principato, 1963) e della Antologia della critica dantesca (Torino, Petrini, 1966, con ed. successive). Fu autore di una chiara e meditata Storia della letteratura italiana (1976) e diresse un Dizionario di letteratura italiana (1977) in due volumi. 
Fu direttore del «Giornale storico della letteratura italiana» (1977-1998) e membro dell'Accademia delle Scienze di Torino  e dell'Accademia Nazionale dei Lincei.
Dopo la cremazione, le sue ceneri furono portate nel reparto A del laghetto cinerario del cimitero di Lambrate, a Milano, e tumulate nella celletta n. 258.

## Opere
- Letterati, memorialisti e viaggiatori del Settecento, Milano-Napoli, Ricciardi, 1951
- Gli ipocriti di Malebolge ed altri saggi di letteratura italiana e francese, Milano-Napoli, Ricciardi, 1953
- Francesco Petrarca, in Classici italiani nella storia della critica, Firenze, La nuova Italia, 1954
- Francesco De Sanctis, Saggio critico sul Petrarca, Bari, Laterza, 1954 (a cura di)
- Le Maccheronee di Teofilo Folengo, Venezia, Neri Pozza, 1956
- Interpretazione della Gerusalemme liberata, Torino, Gheroni, 1961
- Poesia di Montale. Lettura degli «Ossi di seppia», Torino, S. Gheroni, 1962
- Critica e letteratura nel Cinquecento, Torino, Giappichelli, 1964
- Il Classicismo dal Bembo al Guarini, e Torquato Tasso in Storia della Letteratura Italiana, Milano, Garzanti, 1966
- Giuseppe Parini, Opere, Milano, Mursia, 1967 (a cura di)
- Pietro Metastasio, Opere, Napoli, Ricciardi, 1968 (a cura di, con Mario Fubini)
- Francesco Algarotti e Saverio Bettinelli, Opere, Milano-Napoli, Ricciardi ,1969
- Retorica e invenzione. Studi sulla letteratura italiana del Rinascimento, Milano, Rizzoli, 1970
- Alessandro Manzoni, I Promessi Sposi, Torino, Loescher, 1972 (a cura di)
- Baldassarre Castiglione, Il libro del Cortegiano (con commento di Paolo Zoccola), Milano, Mursia, 1972 (a cura di)
- Alessandro D'Ancona, Viaggiatori e avventurieri, Firenze, Sansoni, 1974 (presentazione)
- Giovanni Pascoli, Poemi Conviviali, Alpignano, Tallone, 1975 (a cura di)
- Storia della letteratura italiana, Torino, Petrini, 1976
- Manzoni. Conclusioni e proposte, Torino, Einaudi, 1976
- Giuseppe Baretti, Scritti, Torino, Einaudi, 1976 (a cura di)
- Dizionario della Letteratura Italiana, 2 voll., Milano, Rizzoli, 1977
- Battista Guarini, Il pastor fido (con commento di Luigi Banfi), Milano, Mursia, 1977 (a cura di)
- Saverio Bettinelli, Lettere virgiliane e Lettere inglesi, Torino, Einaudi, 1977 (a cura di)
- Carlo Gozzi, Scritti, Torino, Einaudi, 1977 (a cura di)
- Interpretazione di Montale, I: Gli «Ossi di seppia», Torino, Tirrenia stampatori, 1977
- L'opera per musica dopo Metastasio, Torino, Einaudi, 1978 (a cura di, con Mario Fubini)
- Interpretazione di Montale, II: Introduzione a «Le occasioni», Torino, Tirrenia stampatori, 1978
- Interpretazione di Montale, III: «Le occasioni», Torino, Tirrenia stampatori, 1979
- Francesco Algarotti, Viaggi di Russia, Torino, Einaudi, 1979 (a cura di)
- Le metafore del vero. Saggi sulle "Occasioni" di Eugenio Montale, Roma, Bonacci, 1981
- La poesia di Montale. Ossi di seppia, Padova, Liviana, 1982 (poi rist. anastatica, con Presentazione di Arnaldo Di Benedetto: Alessandria, Edizioni dell'Orso, 2004 ISBN 88-7694-787-6)
- Parini e altro Settecento: fra classicismo e illuminismo, Milano, Feltrinelli, 1982
- Conversando con Montale, Milano, Rizzoli, 1983
- Letteratura italiana: istituzioni e percorsi didattici, Torino, Petrini, 1984
- Protagonisti e problemi: saggi e note di storia della critica letteraria (con bibliografia degli scritti 1939-1984), Torino, Loescher, 1985
- Interpretazioni dantesche, Modena, Mucchi, 1988 ISBN 88-7000-126-1
- Manzoni e la via italiana al realismo, Napoli, Liguori, 1989 ISBN 88-207-1769-7
- Montale e altro Novecento, Caltanissetta-Roma, 1989
- Coincidenze (con bibliografia degli scritti 1985-1990), Alessandria, Dell'Orso, 1991 ISBN 88-7694-084-7
- Dall'Arcadia al Leopardi: studi di letteratura italiana, Modena, Mucchi, 1997 ISBN 88-7000-290-X
- Alain, Pensieri sull'estetica, con Prefazione di Arnaldo Di Benedetto, Milano, Guerini e associati, 1998 (a cura di) ISBN 88-7802-926-2
- Giambattista Casti, Melodrammi giocosi, Modena, Mucchi, 1998 (a cura di) ISBN 88-7000-296-9